# Franz Oskar Behringer
Franz Oskar Behringer (* 6. April 1874 in Leipzig; † 25. März 1956 ebenda) war ein deutscher Maler und Zeichner.

## Leben und Werk
Franz Oskar Behringers Vater, Oskar Behringer, war in Leipzig Restaurateur. Behringer studierte an der Leipziger Kunstakademie und ab 1900 an der Großherzoglich-Sächsischen Kunstschule Weimar.
Danach arbeitete er, unterbrochen durch den Ersten und Zweiten Weltkrieg, in Leipzig als freischaffender Maler und Zeichner. „Tüchtig in der Welt herumgekommen, in Paris, München, Weimar, Düsseldorf, Italien, hat er vieles gesehen, seine fruchtbarsten Anregungen aber von Rembrandt und der großen deutschen Tradition, namentlich Menzel, empfangen.“ Er war eng befreundet mit Christian Rohlfs, Rüdiger Berlit und Max Schwimmer, gehörte zum engeren Bekanntenkreis von Max Beckmann und hatte persönlichen Kontakt zu Erich Mühsam.
Vom Dezember 1919 bis Januar 1920 hielt er sich mit Berlit und Schwimmer zu einem Studienaufenthalt in Oberbozen auf, wo er die Villa eines Bekannten in dessen Abwesenheit beaufsichtigen sollte. Mit Berlit, Eugen Hamm, Schwimmer und Willy Semm gehörte Behringer zu einem Kreis von Künstlern, die sich im Verein Leipziger Jahresausstellungen (LJA) engagierten. So gehörte er u. a. 1925 zur Jury der 10. Leipziger Jahresausstellung. 1925 beteiligte er sich an der Juryfreien Kunstschau Berlin.
Behringer war nach dem Ersten Weltkrieg einer der wichtigsten Vertreter des Leipziger Expressionismus. 1937 wurden im Rahmen der deutschlandweiten konzertierten Aktion „Entartete Kunst“ aus der Sammlung des Leipziger Museums der bildenden Künste sechs Arbeiten Behringers beschlagnahmt und vernichtet.
Behringer war in Leipzig der Nestor der Moderne, geriet dann aber nahezu vollständig in Vergessenheit. Nach 1945 gehörte er in Leipzig zu einer „Gruppe der älteren Landschaftsmaler, die in vorwiegend nachimpressionistisch-sensibler, zum Teil expressionistischer Form, qualitätsvoll die Umgebung der Stadt, aber auch Motive aus den Randgebieten und Vororten, vereinzelt auch innerstädtische Situationen gestalteten.“ Ihre Arbeiten wurden „von Kennern und Liebhabern zwar weiterhin geschätzt, spielten aber in der öffentlichen Diskussion kaum eine Rolle.“ Dazu gehörten u. a. Walter Bodenthal, Rolf Huhn, Karl Krug, Karl Miersch und Heinz Eberhard Strüning.
Werke Behringers befinden sich u. a. im Bestand des Lindenau-Museums, Altenburg/Thüringen.

## Zeitgenössische Rezeption
In der Zeitschrift Kunst und Künstler war 1931 zu lesen: „Fällt unter den Künstlern, die wir bisher besprachen, der Name Oskar Behringer, so wird der mit Achtung genannt; zu der Achtung für den Charakter gesellt sich die Achtung für die künstlerische Leistung, deren Entwicklung ein intensives Nachdenken über Fragen der malerischen Gestaltung zugrundeliegt.“
Max Schwimmer urteilte: „Auch er ein Einsamer. Abseits vom Getriebe des Tages verströmt er seine Kraft und Leidenschaften auf Leinwände. Immer und immer Qual und Bemühen, kein Blick nach rechts und links, Auge in Auge mit der Natur führt er unablässig Kampf. Er weiß um die Kunst.“

## Werke

### Im Rahmen der Aktion „Entartete Kunst“ 1937 nachweislich beschlagnahmte und vernichtete Werke Behringers
- Sitzende weibliche Figur (Tafelbild, Öl, 1922)
- Brustbild eines Mädchens (Kreidezeichnung)
- Dame im Zimmer (Aquarell)
- Vorstadt (Aquarell, 1922)
- Brustbild einer Dame (Kreidezeichnung)
- Halbfigur einer Sitzenden (Kreidezeichnung)

### Weitere Werke (Auswahl)

#### Malerei und Zeichenkunst
- Mädchen im Stuhl (Tafelbild, Öl, 1925; im Bestand des Lindenau-Museums)[11]
- Gertrud Leipoldt (Tafelbild, Öl; im Bestand des Lindenau-Museums)[11]
- Bildnis Paul Mühler (Tafelbild, 1926)[12]
- Beim Barbier (Kopierstift-Zeichnung, 1938; im Bestand des Lindenau-Museums)[11]
- Parkweg unter Bäumen (Tafelbild, Öl, 1954)[13]

#### Buchillustrationen
- Hermann Nollau: Pompejanische Religionen. Richard Wöpke, Leipzig 1901.
- Maxim Gorki Das Opfer der Langeweile. Richard Wöpke, Leipzig 1901.
- Maxim Gorki: Tschelkasch. Brandstetter-Verlag, Leipzig 1901.
- Jakob E. Poritzky (Hrsg.): Heine, Dostojewski, Gor'kij Essays. Brandstetter-Verlag, Leipzig 1902.
- Maxim Gorki: Kain und Artem. Gnadenfeld Verlag, Berlin 1903.
- Maxim Gorki: Blaue Funken. Großvater Archipp und Ljonka. Malwa. Gnadenfeld Verlag, Berlin 1903.
- Maxim Gorki: Ehemalige Leute. Schreiter’sche Verlagsbuchhandlung, Berlin ca. 1905.
- Maxim Gorki: Gesammelte Werke. 8 Teile in 2 Bänden. Schreiter’sche Verlagsbuchhandlung, Berlin ca. 1910.

## Ausstellungen (unvollständig)
- 1934: Leipzig, Neues Grassi-Museum („Kulturwoche 1934 Leipzig“ der NS-Kulturgemeinde)

### Postum
- 1965: Leipzig, Museum der Bildenden Künste („500 Jahre Kunst in Leipzig“)
- 1977: Altenburg/Thüringen, Lindenau-Museum („Zeichnung im Bezirks Leipzig“)
- 1984: Leipzig, Museum der bildenden Künste („Kunst in Leipzig 1949–1984“)